# Штейн, Станислав Фёдорович
Станислав Фёдорович Штейн (фон Штейн, Фон-Штейн) (1855—1921) — оториноларинголог, доктор медицины, профессор, директор оториноларингологической клиники на Девичьем поле. Основатель школы учёных, клиницистов и преподавателей, занимающихся проблемами оториноларингологии.

## Биография

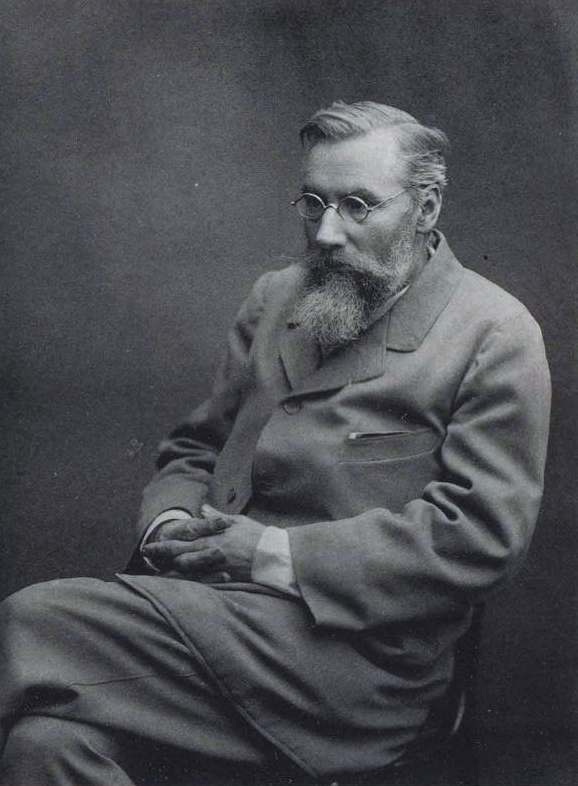
С. Ф. Штейн, 1911 год

Родился в семье агронома в деревне Кукуля Каменец-Подольской губернии. После окончания медицинского факультета Московского университета (1881) два года работал на кафедре сравнительной анатомии и эмбриологии, где занимался научной работой под руководством гистолога А. И. Бабухина и физиолога Ф. П. Шереметевского, которых считал своими главными учителями.
В 1884 году стажировался в Вене у основоположника формирования оториноларингологии на Западе Адама Политцера.
С 1884 по 1891 гг. работал помощником прозектора кафедры гистологии, одновременно практиковал как врач-оториноларинголог.
В 1890 г. опубликовал монографию «Обзор литературы по анатомии и физиологии внутреннего уха» — единственную в мировой литературе того времени по широте охвата данного вопроса.
Защитил докторскую диссертацию на тему «Учение о функциях отдельных частей ушного лабиринта» (1892), которая через два года была издана на немецком языке в Вене. Монография на основе докторской диссертации Штейна получила высокую оценку И. М. Сеченова.
В 1892 году в должности приват-доцента медицинского факультета Московского университета начал читать необязательный курс «Учение об ушных болезнях» в клиниках на Рождественке.
В 1896 году стал первым директором Клиники болезней уха, горла и носа на Девичьем поле, созданной по его инициативе на средства вдовы крупного промышленника Юлии Ивановны Базановой. Построенная по специальному проекту и оснащенная всеми научными новинками того времени клиника объединяла три специальности задолго до подобного объединения в Европе и стала одним из центров развития отечественной оториноларингологии. Руководил клиникой до 1914 года.
Научный труд Штейна «Головокружение» (1910) содержал результаты собственных фундаментальных исследований и всеобъемлющий обзор мировой литературы по различным аспектам лабиринтологии.
В 1914 году переехал в Ташкент, где с 1918 года возглавлял кафедру оториноларингологии естественного факультета Народного университета в Ташкенте.
Автор более 140 научных работ по изучению внутреннего уха, методике исследования вестибулярного аппарата. Штейн был разработчиком нескольких новых инструментов и специальных приборов. Предложенные им оригинальные установки для исследования функции вестибулярного анализатора стали прототипом современного оборудования и аппаратуры. Ряд работ С. Ф. Штейна посвящены развитию методов оперативного лечения болезней уха, горла, носа. Он также предложил методы консервативного лечения туберкулеза гортани.
На I Всероссийском съезде оториноларингологов (1908) был избран первым Почётным председателем.